# Токари (Кирово-Чепецкий район)
 Токари  — деревня в Кирово-Чепецком районе Кировской области в составе Пасеговского сельского поселения.

## География
Расположена на расстоянии примерно 1 км на юг от станции Лянгасово.

## История
Известна с 1678 года как починок Объезжей с 1 двором. В 1764 году население деревни составляло 48 жителей. В 1873 году в деревне Объезжая (Токари) было 14 дворов и 129 жителей, в 1905 году — соответственно 20 и 156, в 1926 году (Токари или Объезжая) — 25 и 150, в 1950 году — 7 и 24, в 1989 году — 53 постоянных жителя. Настоящее название утвердилось за деревней с 1939 года.

## Население
В 2002 году постоянное население деревни составляло 25 человек (в том числе 96 % русских), 34 в 2010.